# Лондонська та Паризька конференції
Лондонська та Паризька конференції були двома пов’язаними конференціями, які відбулися в Лондоні та Парижі протягом вересня–жовтня 1954 року для визначення статусу Західної Німеччини. Переговори завершилися підписанням Паризьких домовленостей (Паризьких пактів, або Паризьких угод), які надали Західній Німеччині певний суверенітет, припинили окупацію та дозволили їй вступити до НАТО. Крім того, Західна Німеччина та Італія приєдналися до Брюссельського договору 23 жовтня 1954 року. Угоди набули чинності 5 травня 1955 року. Серед держав-учасниць були Франція, Сполучене Королівство, Бельгія, Нідерланди, Люксембург, Західна Німеччина, Італія, Канада, Сполучені Штати та інші члени НАТО.

## Прелюдія
Після закінчення Другої світової війни Західна Німеччина була окупована союзними силами і не мала власних засобів захисту. 23 липня 1952 року виникла Європейська спільнота з вугілля та сталі, яка економічно об’єднало держави-члени. До 1951 року страх перед можливою радянською агресією в Європі призвів до підготовки злощасного Європейської оборонної спільноти (ЄОС). ЄОС було запропонованим об'єднаним західноєвропейським військовим угрупуванням, яке на той час віддавали перевагу прийняттю Німеччини до НАТО. Загальний договір (нім. Deutschlandvertrag) 1952 року офіційно назвав ЄОС передумовою припинення окупації Німеччини союзниками. Однак 30 серпня 1954 року Національні збори Франції відхилили ЄОС, і стало необхідним нове рішення.

## Лондон
На Лондонській конференції, яку часто називають Конференцією дев’яти держав (не плутати з Договором дев’яти держав), було домовлено, що окупаційні держави докладуть усіх зусиль для припинення окупації. Обмеження німецького переозброєння також були дуже важливі, особливо для Франції, яка все ще була стурбована могутньою Німеччиною.
Бельгію представляв Пол-Анрі Спаак, Канаду — Лестер Б. Пірсон, Францію — П’єр Мендес-Франс, Німеччину — Конрад Аденауер, Італію — Гаетано Мартіно, Люксембург — Джозеф Бех, Нідерланди — Ян Віллем Беєн, Великобританію — Ентоні Іден та Сполучені Штати Джона Фостера Даллеса.

## Париж
Держави знову зустрілися в Парижі 20–23 жовтня на міжурядовій конференції, після якої відбулося засідання Ради НАТО, щоб втілити рішення, прийняті в Лондоні, в офіційних деклараціях і протоколах до існуючих договорів. «Протокол № I, що змінює та доповнює Брюссельський договір», формально додав Західну Німеччину та Італію до Брюссельського договору, створивши Західноєвропейський Союз (ЗЄС), який, хоча і не був таким широким чи потужним, як запропонований раніше EDC, однак був достатнім для Deutschlandvertrag набув чинності і, таким чином, припинив окупацію Західної Німеччини та визнав її союзником у холодній війні.
Загалом у Парижі було підписано аж дванадцять міжнародних угод. Протокол № II зобов'язував Сполучене Королівство утримувати чотири дивізії та Другу тактичну авіацію в Європі.
Боннсько-Паризькі конвенції припинили окупацію Західної Німеччини, і Західна Німеччина отримала «повну владу суверенної держави» 5 травня 1955 року (хоча «повний суверенітет» не було отримано до Угоди два плюс чотири в 1990 році). Договір дозволяв військам союзників залишатися в країні.
Угода розширила Брюссельський договір 1948 року, включивши до нього Західну Німеччину та Італію, створивши Західноєвропейський Союз. Ця угода дозволила Західній Німеччині розпочати обмежену програму переозброєння, хоча вона забороняла розробку певної зброї, наприклад великих військових кораблів. Його підписали країни Брюссельського договору (Бельгія, Франція, Сполучене Королівство, Люксембург, Нідерланди), а також Західна Німеччина та Італія.
Інша угода прийняла Західну Німеччину до Організації Північноатлантичного договору (НАТО).

### Саарський статус
Переговори про статус Саару тільки між Францією та Західною Німеччиною відбулися в ніч перед конференцією, 19 жовтня. Ця територія була фактично анексована Францією після війни як «протекторат» в економічному, митному та валютному союзі з Францією та з урядом, підпорядкованим Верховному комісару, призначеному французьким урядом. Західна Німеччина прагнула запобігти подальшій інтеграції Саару з Францією та знову включити регіон до складу Західної Німеччини. Франція та Західна Німеччина домовилися про угоду, згідно з якою Саар став «європейською територією» та залишався економічно пов’язаним із Францією, але вимагав проведення референдуму жителів Саару щодо нової пропозиції. Референдум про Статут Саару (1955) відбувся 23 жовтня 1955 року, і жителі відхилили пропозицію Паризької угоди 2:1. Це було сприйнято як ознака того, що жителі віддають перевагу возз'єднанню з Німеччиною. 27 жовтня 1956 р  Саарський договір офіційно зробив Саар землею Федеративної Республіки Німеччина.
| Підписаний Діє з Документ      | 1948 Брюссельський договір                                         | 1951 1952 Паризький договір                                                       | 1954 1955 Поправки до Брюссельського договору                                     | 1957 1958 Римські договори                                                        | 1965 1967 Договір злиття                        | 1975 Н/Д Висновки Європейської ради             | 1985 Шенгенська угода                         | 1986 1987 Єдиний європейський акт             | 1992 1993 Маастрихтський договір              | 1992 1993 Маастрихтський договір | 1997 1999 Амстердамський договір | 2001 2003 Ніццький договір | 2007 2009 Лісабонська угода | 2007 2009 Лісабонська угода |  |  |  |  |  |  |  |
|                                |                                                                    |                                                                                   |                                                                                   |                                                                                   |                                                 |                                                 |                                               |                                               |                                               |                                  |                                  |                            |                             |                             |  |  |  |  |  |  |  |
| Підвалини Європейського Союзу: |                                                                    |                                                                                   |                                                                                   |                                                                                   |                                                 |                                                 |                                               |                                               |                                               |                                  |                                  |                            |                             |                             |  |  |  |  |  |  |  |
| Європейські спільноти          |                                                                    |                                                                                   |                                                                                   |                                                                                   |                                                 |                                                 |                                               |                                               |                                               |                                  |                                  |                            |                             |                             |  |  |  |  |  |  |  |
|                                | Європейська спільнота з атомної енергії (Євратом)                  |                                                                                   |                                                                                   |                                                                                   |                                                 |                                                 |                                               |                                               |                                               |                                  |                                  |                            |                             |                             |  |  |  |  |  |  |  |
|                                |                                                                    |                                                                                   | Європейська спільнота з вугілля та сталі (ЄСВС)                                   | Європейська спільнота з вугілля та сталі (ЄСВС)                                   | Європейська спільнота з вугілля та сталі (ЄСВС) | Європейська спільнота з вугілля та сталі (ЄСВС) | Термін дії договору минув у 2002 р.           | Термін дії договору минув у 2002 р.           | Термін дії договору минув у 2002 р.           |                                  | Європейський Союз (ЄС)           | Європейський Союз (ЄС)     |                             |                             |  |  |  |  |  |  |  |
|                                |                                                                    |                                                                                   | Європейська економічна спільнота (ЄЕС)                                            |                                                                                   |                                                 |                                                 |                                               |                                               |                                               |                                  | Європейський Союз (ЄС)           | Європейський Союз (ЄС)     |                             |                             |  |  |  |  |  |  |  |
|                                |                                                                    |                                                                                   |                                                                                   | Шенгенська угода                                                                  |                                                 |                                                 | Європейська спільнота (ЄС)                    | Європейська спільнота (ЄС)                    |                                               |                                  | Європейський Союз (ЄС)           | Європейський Союз (ЄС)     |                             |                             |  |  |  |  |  |  |  |
|                                |                                                                    | Співробітництво TREVI (тероризм, радикалізм, екстремізм та міжнародне насильство) | Співробітництво TREVI (тероризм, радикалізм, екстремізм та міжнародне насильство) | Співробітництво TREVI (тероризм, радикалізм, екстремізм та міжнародне насильство) | Правосуддя та внутрішні справи                  |                                                 | Європейська спільнота (ЄС)                    | Європейська спільнота (ЄС)                    |                                               |                                  | Європейський Союз (ЄС)           | Європейський Союз (ЄС)     |                             |                             |  |  |  |  |  |  |  |
|                                | Співробітництво між поліцією та правосуддям у кримінальних справах | Співробітництво TREVI (тероризм, радикалізм, екстремізм та міжнародне насильство) | Співробітництво TREVI (тероризм, радикалізм, екстремізм та міжнародне насильство) | Співробітництво TREVI (тероризм, радикалізм, екстремізм та міжнародне насильство) | Правосуддя та внутрішні справи                  |                                                 |                                               |                                               |                                               |                                  | Європейський Союз (ЄС)           | Європейський Союз (ЄС)     |                             |                             |  |  |  |  |  |  |  |
|                                |                                                                    |                                                                                   |                                                                                   |                                                                                   | Європейська політична співпраця                 | Спільна зовнішня та безпекова політика (СЗБП)   | Спільна зовнішня та безпекова політика (СЗБП) | Спільна зовнішня та безпекова політика (СЗБП) | Спільна зовнішня та безпекова політика (СЗБП) |                                  | Європейський Союз (ЄС)           | Європейський Союз (ЄС)     |                             |                             |  |  |  |  |  |  |  |
| Неконсолідовані органи         | Неконсолідовані органи                                             | Західноєвропейський союз (ЗЄС)                                                    | Західноєвропейський союз (ЗЄС)                                                    | Західноєвропейський союз (ЗЄС)                                                    | Західноєвропейський союз (ЗЄС)                  | Західноєвропейський союз (ЗЄС)                  | Західноєвропейський союз (ЗЄС)                |                                               |                                               |                                  |                                  | Європейський Союз (ЄС)     |                             |                             |  |  |  |  |  |  |  |
| Неконсолідовані органи         | Неконсолідовані органи                                             | Західноєвропейський союз (ЗЄС)                                                    | Західноєвропейський союз (ЗЄС)                                                    | Західноєвропейський союз (ЗЄС)                                                    | Західноєвропейський союз (ЗЄС)                  | Західноєвропейський союз (ЗЄС)                  | Західноєвропейський союз (ЗЄС)                | Припинив існування у 2011 р.                  |                                               |                                  |                                  |                            |                             |                             |  |  |  |  |  |  |  |
|                                |                                                                    |                                                                                   |                                                                                   |                                                                                   |                                                 |                                                 |                                               |                                               |                                               |                                  |                                  |                            |                             |                             |  |  |  |  |  |  |  |